# Lucy Ellmann
Lucy Ellmann (nacida el 18 de octubre de 1956) es una novelista británica nacida en Estados Unidos que vive en Edimburgo, Escocia.

## Biografía
Su primer libro, "Postres dulces", ganó el Premio Guardian Fiction. Es hija del biógrafo y crítico literario estadounidense Richard Ellmann y de la crítica literaria feminista Mary Ellmann. Está casada con el escritor estadounidense Todd McEwen. Su cuarta novela, Dot in the Univers , fue seleccionada para el Premio Orange de ficción y preseleccionada para el Believer Book Award. Obtenido el 8 de octubre de 2018. Su último libro,  Ducks, Newburyport  fue preseleccionado para el Booker Prize en 2019. Ganó el Goldsmiths Prize y el James Tait Black Prize de ficción.
Ellmann impartió conferencias y dirigió seminarios sobre escritura creativa en la Universidad de Kent entre septiembre de 2009 y julio de 2010. 
Ellmann ha sido reconocido con honores y becas, incluido el Royal Literary Fund; Universidad Queen Margaret 2017/18; Universidad de Dundee 2011/12; Universidad Queen Margaret 2005-07; y sido miembro de Hawthornden y residencia de becas de Hawthornden en Castillo de Hawthornden.

## Obras notables
- Sweet Desserts (1988)
- Varying Degrees of Hopelessness  (1991)
- The Spy Who Caught a Cold  (guion, 1995)
- Man or Mango? A Lament (1999)
- Dot in the Universe  (2003)
- Doctors & Nurses (2006)
- Mimi  (2013)
- Ducks, Newburyport  (2019)